# Schneckenofen
Der Schneckenofen ist eine Erfindung des Weimarer Architekten Rudolf Steiner. Der Ofen ist zwar ebenso wie der Kanonenofen zylindrisch, jedoch bewegt sich der Abzugskanal schneckenförmig von der Brennkammer zum Schornstein. Steiner beschrieb zusammen mit Friedrich Justin Bertuch im Journal des Luxus und der Moden von 1791 den Aufbau und die Funktionsweise des Ofens. Diese Öfen wurden zu dieser Zeit u. a. mit Toreutika ausgestattet, wie sie z. B. in der Werkstatt des Weimarer Hofbildhauers Martin Gottlieb Klauer entworfen wurden. Dieser zunächst für Wohnzimmer geschaffene Ofen zeichnete sich durch größere Wirtschaftlichkeit aus, wenigstens was seine Zielvorgaben betrifft. Doch dieses wurde schon bald angezweifelt. So wurde schon 1805 in einem Buch über Holzeinsparung beim Brennvorgang dem Säulenofen (gemeint ist wohl der Kanonenofen) gegenüber Steiners Schneckenofen der Vorzug gegeben.